# 尤英鎮區 (阿肯色州布恩縣)
尤英鎮區（英語：Ewing Township）是位於美國阿肯色州布恩縣的一個行政鎮區。

## 地方資料
根據2010年美國人口普查的數據，尤英鎮區的面積為31.60平方千米，當中陸地面積為31.59平方千米，而水域面積為0.01平方千米。當地共有人口458人，而人口密度為每平方千米14人。